# Orford (Quebec)
Orford es un municipio-cantón de la provincia de Quebec, Canadá. Está ubicado en el municipio regional de condado de Memphrémagog y a su vez, en la región administrativa de Estrie. Hace parte de las circunscripciones electorales de Orford a nivel provincial y de  Brome-Missisquoi a nivel federal.

## Geografía
Orford se encuentra ubicada en las coordenadas 45°22′00″N 72°10′00″O / 45.36667, -72.16667. Según Statistique Canada, tiene una superficie total de 136.27 km² y es una de las 1135 municipalidades en las que está dividido administrativamente el territorio de la provincia de Quebec.

## Demografía
Según el censo de Canadá de 2011, había 3575 personas residiendo en este cantón con una densidad de población de 26,2 hab./km². Los datos del censo mostraron que de las 2979 personas en 2006, en 2011 el cambio poblacional fue de 596 habitantes (20%). El número total de inmuebles particulares resultó de 2470 con una densidad de 18.13 inmuebles por km². El número total de viviendas particulares que se encontraban ocupadas por residentes habituales fue de 1549.